# 野田貢
野田 貢（のだ みつぐ、1980年10月15日 - 2021年9月13日）は、日本の男性キックボクサー。愛知県出身。シルバーアックス所属。
バックボーンは、相撲（同志社大学相撲部）、空手（正道会館）である。体格で外国人に引けを取らない貴重な日本人重量級ファイター。

## 来歴
2003年9月7日、第5回ウェイト制オープントーナメント 全日本空手道選手権大会 重量級に出場し、3位入賞。
2004年9月5日、第6回ウェイト制オープントーナメント 全日本空手道選手権大会 重量級に出場し、3位入賞。
2005年11月20日、第20回オープントーナメント 2005東日本新人戦空手道選手権大会 スピリットカラテAクラス重量級に出場し、優勝を果たすと共に技能賞を受賞した。
2006年6月30日、K-1初出場となるK-1 WORLD MAX 2006のオープニングファイトで西脇恵一と対戦し、右フックでKO勝ち。
2006年9月3日、第18回オープントーナメント 全日本空手道選手権大会に出場し、6位入賞。
2006年12月2日、K-1 WORLD GP 2006 in TOKYOのオープニングファイトで澤屋敷純一と対戦し判定負け。谷川貞治は「両選手ともビッグサプライズを起こしてくれた。時代が変わってきたなと実感する。」とコメントした。
2007年3月4日、K-1 WORLD GP 2007 IN YOKOHAMAでシリル・アビディと対戦。パンチの連打でスタンディングダウンを奪い判定勝ちを収めた。
2008年4月13日、K-1 WORLD GP 2008 IN YOKOHAMAでピーター・ボンドラチェックと対戦し、右の連打でダウンを奪い2RKO勝ち。
2008年6月29日、K-1 WORLD GP 2008 IN FUKUOKAで行われたK-1 JAPAN GPに出場。1回戦で佐藤匠と対戦し、判定負け。
2010年4月3日、K-1 WORLD GP 2010 IN YOKOHAMAのオープニングファイトでプリンス・アリと対戦し、判定負け。
2010年9月5日、第10回ウェイト制オープントーナメント 全日本空手道選手権大会 重量級に出場し、優勝。
2021年9月13日、愛知県一宮市の名神高速道路上で小型貨物車を運転していたところ、後続の大型トラックに追突されて4台が絡む多重追突事故となり、意識不明の重体で病院に搬送されたが、出血性ショックで死亡した。40歳没。

## 戦績
| キックボクシング 戦績 | キックボクシング 戦績 | キックボクシング 戦績 | キックボクシング 戦績 | キックボクシング 戦績 | キックボクシング 戦績 | キックボクシング 戦績 |
| --------------------- | --------------------- | --------------------- | --------------------- | --------------------- | --------------------- | --------------------- |
| 12 試合               | (T)KO                 | 判定                  | その他                | 引き分け              | 無効試合              |                       |
| 9 勝                  | 7                     | 1                     | 0                     | 0                     | 0                     |                       |
| 3 敗                  | 0                     | 3                     | 0                     | 0                     | 0                     |                       |

| 勝敗 | 対戦相手                   | 試合結果                                    | 大会名                                                                                     | 開催年月日    |
| ×    | プリンス・アリ             | 3R終了 判定0-3                              | K-1 WORLD GP 2010 IN YOKOHAMA 【オープニングファイト】                                     | 2010年4月3日  |
| ○    | 桜木裕司                   | 1R KO                                       | 日韓親善国際格闘技大会 GLADIATOR 岡山大会【K-1ルール】                                     | 2009年11月3日 |
| ○    | ユ・ヤンレ                 | 3R終了 判定3-0                              | K-1 WORLD GP 2009 IN YOKOHAMA 【オープニングファイト】                                     | 2009年3月28日 |
| ○    | 高萩ツトム                 | 2R 2:49 KO（3ノックダウン：右ストレート）   | K-1 WORLD GP 2008 FINAL 【オープニングファイト】                                           | 2008年12月6日 |
| ×    | 佐藤匠                     | 3R終了 判定0-2                              | K-1 WORLD GP 2008 IN FUKUOKA 【K-1 JAPAN GP 2008 1回戦】                                   | 2008年6月29日 |
| ○    | ピーター・ボンドラチェック | 2R 2:43 KO（右フック）                      | K-1 WORLD GP 2008 IN YOKOHAMA                                                              | 2008年4月13日 |
| ○    | ノエル・カデット           | 2R 1:13 TKO（レフェリーストップ：右フック） | K-1 WORLD GP 2007 FINAL 【オープニングファイト】                                           | 2007年12月8日 |
| ○    | シリル・アビディ           | 3R終了 判定3-0                              | K-1 WORLD GP 2007 IN YOKOHAMA                                                              | 2007年3月4日  |
| ×    | 澤屋敷純一                 | 3R終了 判定1-2                              | K-1 WORLD GP 2006 in TOKYO 決勝戦 【オープニングファイト】                                 | 2006年12月2日 |
| ○    | 長谷川康也                 | 1R 1:52 KO（右フック）                      | K-1 WORLD GP 2006 in OSAKA 開幕戦 【オープニングファイト】                                 | 2006年9月30日 |
| ○    | 高萩勉                     | 2R 0:30 KO（右フック）                      | K-1 WORLD GP 2006 in SAPPORO 〜アンディ・フグ七回忌追悼イベント〜 【オープニングファイト】 | 2006年7月30日 |
| ○    | 西脇恵一                   | 1R 1:45 KO（右フック）                      | K-1 WORLD MAX 2006 〜世界一決定トーナメント決勝戦〜 【オープニングファイト】               | 2006年6月30日 |